# David Keirsey

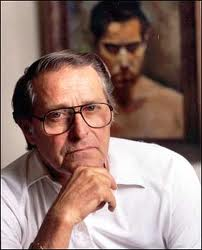
David Keirsey

David West Keirsey (* 31. August 1921 in Oklahoma; † 30. Juli 2013) war ein US-amerikanischer Psychologe und Professor an der California State University in Fullerton.
International bekannt wurde er durch seine Arbeiten zur Fortentwicklung und Anwendung des Myers-Briggs-Typindikators (MBTI), einer Temperamentklassifikation, welche Menschen in 16 Typen einordnet.

## Leben
Keirsey bekam seinen B.A. vom Pomona College und seinen M.A. und Ph.D. von der Claremont Graduate University. 1950 begann er, als Berater an einer Schule für delinquente Jungen zu arbeiten. Er arbeitete fast 20 Jahre als Krisen-Mediator an Schulen, gefolgt von 11 Jahren beim 'CSU Fullerton-Training' für Therapeuten und Pathologen.
1970 promovierte er und wurde Professor für Psychologie an der Universität von Kalifornien.

## Wirken
Isabel Myers und Katharine Cook Briggs waren die ersten, die die 16 Typen auf der Grundlage der Arbeit von Carl Gustav Jung in ihrem  Myers-Briggs-Typindikator systematisiert haben. Jedoch unterscheiden sich Keirseys Ausführungen von denen von Myers und Briggs, da seine mehr auf wahrnehmbare Merkmale fokussiert sind, während Myers und Briggs mehr auf Gefühle und Gedanken achteten. Auch unterteilte er die 16 Jungschen Typen in 4 Gruppen, die sogenannten Temperamente, siehe Keirsey Temperament Sorter.
Keirsey sah einen Zusammenhang zwischen Charaktermerkmalen und psychischen Verletzbarkeiten bzw. Störungen. Er war der Meinung, dass Magersüchtige Idealisten sind und dass intuitiv wahrnehmende Jungen zu häufig mit ADHS in Verbindung gebracht werden. Bezüglich ADHS gehörte Keirsey zu den Psychologen und Psychiatern, nach deren Überzeugung die ausschließlich medikamentöse Behandlung von Kindern mit Pharmazeutika nutzlos ist und manchmal sogar erst die festgestellten Symptome hervorruft. Er engagierte sich konsequent gegen eine „epidemische Schädigung unserer Kinder“. Darunter verstand er, dass Kinder zumeist nur medikamentös Methoden behandelt würden. Ferner behauptete er u. a., dass Ritalin das Hirn schädige und schließlich zum Schrumpfen bringe. Keirsey behauptete, dass er mit alternativen Erziehungsmethoden wie 'logische Konsequenzen' oder 'behandele es schlecht, dann verlierst du es', den betroffenen Kindern eine gute therapeutische Erziehung ohne Medikamente ermöglichte.

## Schriften
- (mit Marilyn Bates): Please Understand Me. Prometheus Nemesis Book Co Inc, 1. November 1984, engl., ISBN 0-9606954-0-0
- (mit Marilyn Bates): Versteh Mich Bitte. Intj Books, 1. Juli 1990, ISBN 0-9606954-4-3
- (als Hrsg. mit Ray Choiniere u. Stephen E. Montgomery): Presidential Temperament: The Unfolding of Character in the Forty Presidents of the United States. Prometheus Nemesis Book Co Inc, 1. August 1992, engl., ISBN 0-9606954-6-X
- (mit Marilyn Bates u. Stephen Montgomery): Please Understand Me: Character & Temperament Types. Prometheus Nemesis Book Co, 1994, engl., ISBN 1-885705-00-X
- Portraits of Temperament. Prometheus Nemesis Book Co Inc, 1. Juni 1995, engl., ISBN 0-9606954-1-9
- (mit Ray Choiniere): Please Understand Me II: Temperament, Character, Intelligence. Prometheus Nemesis Book Co Inc, 1998, engl., ISBN 1-885705-02-6